# Stazione di Monfalcone
Stazione di Monfalcone vasútállomás Olaszországban, Monfalcone településen.

## Vasútvonalak
Az állomást az alábbi vasútvonalak érintik:
- Velence–Trieszt-vasútvonal

## Kapcsolódó állomások
A vasútállomáshoz az alábbi állomások vannak a legközelebb:
- Stazione di Ronchi dei Legionari Nord (Stazione di Udine, Udine–Trieszt-vasútvonal)
- Stazione di Ronchi dei Legionari Sud (Stazione di Venezia Santa Lucia, Velence–Trieszt-vasútvonal)
- Duino-Timavo railway stop (Trieszt központi pályaudvara, Udine–Trieszt-vasútvonal, Velence–Trieszt-vasútvonal)